# Barone Bombarda
Il Barone Bombarda è un personaggio immaginario del film Citty Citty Bang Bang. Il personaggio non compare nella novella originale di Ian Fleming; fu creato dallo sceneggiatore Roald Dahl per la versione cinematografica. Fu interpretato da Gert Fröbe. Il suo compito è quello di governare sul regno di Vulgaria insieme a sua moglie, la baronessa Bombarda.

## Nel film
Inizialmente compare come un pirata gentiluomo mentre Caractacus Potts e Stella Scrumptious stanno facendo un pick nick sulla spiaggia. Si rivela subito come un crudele frignone e tenta di rubare una macchina magica, Chitty Chitty Bang Bang. Dopo aver fallito ai primi tentativi, ed aver visto che la macchina è capace di galleggiare e muoversi sul mare come una barca, decide di rapire Nonno Potts, scambiandolo per l'inventore di Chitty.  
Successivamente, quando i Potts seguono il dirigibile del barone diretto a Vulgaria, scoprono quanto crudelmente il barone tratta i suoi sudditi. Sebbene all'inizio si dica che "la baronessa odi i bambini" e che lei mandi l'accalappiabambini alla loro ricerca, è ovvio che il barone li odia a sua volta, ed è ancora più evidente quando si scopre che tutti i giocattoli di Vulgaria sono costruiti da un giocattolaio appositamente per lui.

## Personalità
La sua relazione con la moglie sembra essere travagliata: quando Nonno Potts espelle in aria inavvertitamente la baronessa da Chitty, Bombarda automaticamente opta per un fucile per cercare di tirarla giù, e successivamente c'è una sequenza comica in cui mentre il barone e la baronessa si cantano il loro amore, lui tenta ripetutamente di ucciderla.
Nonostante sia molto cruento, dimostra anche un lato infantile. La sua invidia per la macchina dei Potts assomiglia più a quella di un bambino viziato che a quella di un killer psicopatico; mette il broncio quando il giocattolaio gli regala una bambola invece che un regalo per un ragazzo, sta per piangere alla fine quando perde la sua corona presa dai bambini.